# Sarah Pollett
Sarah Pollett (* 3. Dezember 1980) ist eine ehemalige Triathletin aus Australien.

## Werdegang
Im April 2006 startete Sarah Polet in Port Macquarie bei ihrem ersten Ironman und sie konnte sich für einen Startplatz beim Ironman Hawaii qualifizieren, wo sie im Oktober den 73. Rang belegte.

Ihr Spitzname ist Japello und sie lebt in Mooloolaba. Seit 2010 tritt sie nicht mehr international in Erscheinung.
Auch ihr Lebenspartner John Carey startete früher als Profi-Triathlet und die beiden betreiben heute gemeinsam ein Radsport-Fachgeschäft.

## Sportliche Erfolge
| Datum/Jahr    | Rang | Wettbewerb                                   | Austragungsort | Zeit     | Bemerkung                                             |
| ------------- | ---- | -------------------------------------------- | -------------- | -------- | ----------------------------------------------------- |
| 14. Nov. 2010 | 3    | Shepparton Campbell's Half Ironman Triathlon | Shepparton     | 04:29:08 | [ 2 ] [ 3 ]                                           |
| 2009          | 3    | Gold Coast Half Ironman                      | Queensland     | 04:33:53 | Dritte hinter der Schweizer Siegerin Caroline Steffen |
| 10. Dez. 2006 | 4    | Shepparton Campbell's Half Ironman Triathlon | Shepparton     | 04:38:24 |                                                       |
| 13. Nov. 2005 | 10   | Shepparton Campbell's Half Ironman Triathlon | Shepparton     | 04:49:32 |                                                       |
| 14. Nov. 2004 | 3    | Shepparton Campbell's Half Ironman Triathlon | Shepparton     | 04:49:17 |                                                       |

| Datum/Jahr    | Rang | Wettbewerb                | Austragungsort | Zeit     | Bemerkung |
| ------------- | ---- | ------------------------- | -------------- | -------- | --- |
| 6. März 2010  | 4    | Ironman New Zealand       | Taupō          | 09:45:44 | |
| 5. Dez. 2009  | 3    | Ironman Western Australia | Busselton      | 09:21:33 | dritter Rang mit neuer persönlicher Bestzeit auf der Langdistanz (3,86 km Schwimmen, 180,2 km Radfahren und 42,195 km Laufen)         |
| 5. Apr. 2009  | 7    | Ironman Australia         | Port Macquarie | 10:04:23 | [ 5 ] |
| 7. Dez. 2008  | 4    | Ironman Western Australia | Busselton      | 09:39:21 | |
| 6. Apr. 2008  | 5    | Ironman Australia         | Port Macquarie | 10:00:12 | „First-out-of-the-water“ |
| 2008          | 3    | Ironman Japan             | Tokoname       | 09:54:30 | |
| 1. Apr. 2007  | 7    | Ironman Australia         | Port Macquarie | 10:02:41 | schnellste Schwimmerin mit 49:05 min                                                                                                  |
| 12. Okt. 2006 | 73   | Ironman Hawaii            | Hawaii         | 10:39:12 | Ironman-Weltmeisterschaft |
| 15. Apr. 2006 | 10   | Ironman Australia         | Port Macquarie | 10:21:00 | Bei ihrem ersten Start über die Langdistanz wurde sie Zweite in ihrer Altersgruppe und qualifizierte sich damit für die WM in Hawaii. |

(DNF – Did Not Finish)